# Ridouan Taghi
Ridouan Taghi (Arabisch: رضوان التاغي, Radwan Al-Taghi; Bni Selmane, 20 december 1977) is een Marokkaans-Nederlandse crimineel. Taghi gaf opdrachten voor verschillende moorden, waarvoor hij en medeverdachten terechtstonden in het Marengo-proces. In dit proces is Taghi op 27 februari 2024 tot levenslange gevangenisstraf veroordeeld.

## Jeugd
Taghi werd geboren in Bni Selmane in de provincie Chefchaouen, gelegen in de regio Tanger-Tétouan in het noordwesten van Marokko en groeide op met zijn familie in Tétouan. Samen met zijn ouders, oudere broer en twee zussen kwam hij in 1980 naar Vianen in Nederland. Daar werden later in het gezin nog zes meisjes en een jongen geboren.
Begin jaren 1990 sloot Taghi zich aan bij jeugdbende Bad Boys. De Bad Boys waren actief bij de Amsterdamsestraatweg in Utrecht en winkelcentrum City Plaza in Nieuwegein. In 1992 werd Taghi voor het eerst veroordeeld voor onder andere inbraken en wapenbezit. Op zijn 17e stopte Taghi met zijn vwo-opleiding in Nieuwegein.
In eerste instantie hield Taghi zich bezig met de smokkel van hasj, maar later ging hij over tot het smokkelen van cocaïne.
Vanaf 2000 kwam Taghi lange tijd niet meer in aanraking met de politie. Hij runde een tijdlang een grillroom aan de Amsterdamsestraatweg in Utrecht. In 2009 schreef hij zich uit bij de Basisregistratie Personen.
Ondanks de eerdere veroordelingen bleef Taghi vrij lang buiten beeld bij de politie. Bij de Spaanse politie kwam hij wel in beeld voor de liquidatie van Mohammed Abdellaoui in 2013. Ook stond hij bekend als grote handelaar in cocaïne. Tevens kwamen er vanaf 2013 meldingen binnen bij het Team Criminele Inlichtingen en de Financial Intelligence Unit van de politie over Taghi. Het kantelpunt was echter toen in juni 2015 Ebrahim Buzhu aangifte deed tegen Taghi en diens vermeende rechterhand Saïd Razzouki. Buzhu zou op de dodenlijst van Taghi staan nadat hij in 2009 had geholpen bij een ontvoering van een coffeeshopeigenaar, die bevriend was met Taghi.
In juli 2015 werden in het kader van onderzoek 26Koper twee grote wapenvondsten gedaan en werd een grote groep mannen aangehouden. Veel van deze mannen kwamen uit dezelfde jeugdbende als Taghi. Uit PGP-berichten blijkt volgens het OM dat deze mannen en de gevonden wapens behoren tot de groep rondom Taghi.

## Liquidaties
Begin april 2016 werd crimineel Naoufal F. gearresteerd in Dublin. Met Richard R. en Taghi vormde hij een driemanschap, waarin F. vooral hitman was. Voor Taghi was dit aanleiding om aan R. voor te stellen om officier van justitie Koos Plooij te liquideren. Plooij was verantwoordelijk voor de vervolging van F. en het onderzoek naar de criminele organisatie van Taghi. Richard R. wees dat idee af: "Dat zijn echte gedachtes, maar nee".
In september 2015 werd spyshopmedewerker Ronald Bakker vermoord. Volgens het OM omdat Bakker informatie over de groep Taghi had doorgespeeld naar de recherche.
Op 9 mei 2016 werd Abderrahim Belhadj vermoord. Volgens het OM had Taghi opdracht gegeven hem te liquideren, omdat Belhadj twee blokken cocaïne zou hebben gestolen.
In 2016 gaf Taghi volgens het Openbaar Ministerie opdracht om crimineel Samir Erraghib te liquideren. Dit vond plaats op 17 april 2016 in IJsselstein. Erraghib had volgens Taghi over hem gepraat.
Volgens het OM waren Taghi en Razzouki op zoek naar Buzhu, vanwege zijn belastende verklaringen. Toen Buzhu lastig vindbaar bleek, richtten ze hun pijlen op Ranko Scekic, een vriend van Buzhu. Op 22 juni 2016 werd Scekic vermoord, een paar dagen voordat Scekic zou verklaren in de strafzaak 26Koper.
In juni 2016 publiceerde ex-crimineel en misdaadblogger Martin Kok op zijn website Vlinderscrime over twee handlangers van Taghi. In juli 2016 werd gepoogd Kok te liquideren door een bom onder de auto waarin hij reed te plaatsen, maar deze werd op tijd gevonden. Op 12 september van datzelfde jaar schreef Kok op zijn website over Taghi, Richard R. en Naoufal F.. Op 8 december in de middag in Amsterdam-Zuid werd wederom een moordpoging gedaan op Kok, maar het wapen van de schutter haperde, zonder dat Kok het doorhad. Diezelfde avond werd Kok alsnog geliquideerd in Laren. Volgens het OM waren deze liquidatiepogingen in opdracht van Taghi.
Op 12 januari 2017 werd gepoogd Khalid H. te liquideren. In plaats daarvan werd flatgenoot Hakim Changachi vermoord. Twee dagen na de liquidatie werd opnieuw gepoogd Khalid H. te liquideren, maar deze wist opnieuw te ontsnappen. Bij de eerste liquidatie, waar Changachi omkwam, was de latere kroongetuige Nabil B. betrokken. Nabil B. was bevriend met de familie van Changachi en kwam daardoor in de problemen tussen de familie en de groep van Taghi. Nabil B. besloot daarom naar justitie te stappen en kroongetuige te worden.
Op 31 januari 2017 werd Justin Jap Tjong geliquideerd. Op 17 april 2017 werd Farid Souhali geliquideerd. Op 7 juli 2017 werd Jaïr Wessels geliquideerd. Volgens het OM had Taghi hiervoor opdracht gegeven aan motorclub Caloh Wagoh.
Sinds begin 2016 zat Taghi in een conflict met Mustapha F.. In november 2017 werd gepoogd F. te liquideren in Marrakesh. Door een blunder werd echter de zoon van een Marokkaanse rechter vermoord. Voor deze moord zijn in Marokko twee schutters en een broer van Taghi veroordeeld. Daarnaast is ook neef en vertrouweling van Taghi Jaouad F. in oktober 2021 opgepakt voor betrokkenheid. Volgens zowel de Nederlandse als Marokkaanse opsporingsdiensten had Taghi opdracht gegeven voor deze liquidatie.

## Aanhouding
Taghi werd lange tijd gezocht en stond sinds maart 2018 op de Nationale Opsporingslijst. In november 2018 verhoogde het Openbaar Ministerie de beloningen voor een gouden tip die zou leiden tot opsporing van Razzouki of Taghi naar 100.000 euro, het hoogste bedrag tot dan toe.
Op 16 december 2019 werd Taghi aangehouden in Dubai. Hij had zich verscholen in een villa. Alle gordijnen waren dicht; kennissen en handlangers kwamen dagelijkse benodigdheden brengen. Door onderzoek van internetdata van dit adres en het koppelen van de informatie van de mensen die boodschappen bezorgden, kon met zekerheid de identiteit van Taghi worden vastgesteld en werd er een inval georganiseerd door de politie van Dubai. Deze zou rustig zijn verlopen. Taghi erkende zijn identiteit en zei dat hij met andermans paspoort Dubai in was gekomen. Later schreef Taghi in een verklaring aan het televisieprogramma EenVandaag dat hij na zijn arrestatie dagenlang zwaar werd mishandeld door agenten uit Dubai en Marokko. "Ik werd vastgehouden in een kamer met vrieskou en bewerkt met elektroshocks."
Drie dagen later werd hij volgens de lezing van het OM op verzoek van de autoriteiten in Dubai als ongewenste vreemdeling met een chartervlucht naar Nederland overgebracht. Hij werd ingesloten in de Extra Beveiligde Inrichting (EBI) in Vught, die ook als huis van bewaring dienstdoet. Zijn advocaat Inez Weski betwistte de correctheid van de gevolgde procedure en stelde dat Taghi feitelijk zou zijn ontvoerd. In reactie hierop meldde de minister van Justitie en Veiligheid, Grapperhaus, dat alles volgens de regels was verlopen. Volgens hem was het een besluit van de lokale autoriteiten in Dubai om Taghi het land uit te zetten. Er zou geen enkele aanwijzing zijn voor ontvoering. Taghi heeft in april 2023 desalniettemin aangifte gedaan tegen het Openbaar Ministerie wegens het uitlokken of voorbereiden van de gestelde 'ontvoering' uit Dubai, dan wel zelfs poging tot moord. Het OM zou deze strafbare feiten volgens hem hebben gepleegd met medewerking van het Korps Commandotroepen, de AIVD, MIVD en allerlei militaire diensten. Het OM ontkent dit.

## Strafzaken

### Marengo-proces
In juli 2019 ging een rechtszaak van start tegen zeventien verdachten met Taghi als hoofdverdachte. Taghi en zijn organisatie werden door het OM verdacht van handel in onder andere cocaïne, en verantwoordelijk gehouden voor een reeks moorden en pogingen daartoe. Centraal in dit proces stonden de verklaringen van kroongetuige Nabil B. Tegen Taghi werd in deze zaak levenslang geëist.
De advocaat van Taghi in dit proces was Inez Weski. Zij maakte op 17 oktober 2019 bekend te overwegen te stoppen met de verdediging van Taghi, omdat ze van mening was dat justitie traineerde en dat haar cliënt daardoor geen eerlijk proces kreeg. Op 19 december 2019 maakte Weski bekend de verdediging van Taghi voort te zetten. Op 21 april 2023 werd zij aangehouden op verdenking van deelname aan een criminele organisatie. Taghi zou haar gebruikt hebben om te communiceren met de buitenwereld. Ze legde vervolgens de verdediging van Taghi neer. Het lukte Taghi vooralsnog niet om een vervangende advocaat te vinden, waarop Taghi besloot in de tussentijd zijn eigen verdediging te voeren.
In september 2021 verzocht Weski om de zaak van Taghi af te splitsen van het Marengo-proces. Dit verzoek werd afgewezen.

#### Liquidaties
Tijdens het proces werden drie personen rond de kroongetuige geliquideerd. De broer van de kroongetuige werd op 29 maart 2019 vermoord na twee mislukte pogingen de dag daarvoor. De moord vond plaats zes dagen na de bekendmaking van de kroongetuigendeal. Volgens het Gerechtshof Amsterdam "heeft het er alle schijn van" dat de moord het gevolg is van de kroongetuigendeal. Taghi is hiervoor nooit aangeklaagd, maar binnen de "opsporing" werd aangenomen dat Taghi hiervoor opdracht had gegeven.
Op 18 september 2019 werd ook Derk Wiersum, de advocaat van de kroongetuige, geliquideerd. Voor de moord zijn twee schutters veroordeeld tot 30 jaar cel. Daarnaast worden nog drie mensen door het OM verdacht van betrokkenheid, onder wie Jaoud F. en nog een andere neef van Taghi.
Misdaadverslaggever Peter R. de Vries, die als vertrouwenspersoon de kroongetuige bijstond, werd op 6 juli 2021 vermoord in Amsterdam. Al in 2019 had het OM gemeld bij De Vries dat hij op de dodenlijst van Taghi zou staan. Taghi ontkende dat De Vries op de dodenlijst stond en ontkende na de moord ook betrokkenheid.
Op 15 januari 2022 is het lichaam van Ebrahim Buzhu gevonden nabij Cadiz. Buzhu is overleden aan een schotwond door het hoofd.

### Eris-proces
Parallel met het Marengo-proces werd ook het Eris-proces gevoerd. Hierin staan vijf moorden centraal en nog eens elf plannen daarvoor. Het gaat om 21 verdachten, veelal uit motorclub Caloh Wagoh. Net als het Marengo-proces speelt hier een kroongetuige Tony G. een belangrijke rol. Het OM verdenkt Taghi ervan opdracht gegeven te hebben voor drie van die moorden, namelijk die op Tjong, Wessels en Souhali. Ondanks de verdenkingen wordt Taghi zelf niet vervolgd in dit proces, omdat het OM verwacht dat Taghi in het Marengo-proces al de maximale straf opgelegd zal krijgen.

## Gevangenschap en vluchtpogingen
Taghi stelde in 2020 beroep in tegen verlenging van zijn verblijf in de EBI, de zwaarst bewaakte gevangenis van Nederland, waartoe de minister voor Rechtsbescherming Sander Dekker had besloten. Taghi vond het gevangenisregime "onmenselijk zwaar". De beroepscommissie van de Raad voor Strafrechtstoepassing en Jeugdbescherming (RSJ) besliste dat Taghi niet naar een andere gevangenis werd overgeplaatst. Hoewel er onvoldoende gebleken was dat er sprake was van extreem vluchtrisico, was er wel "een onaanvaardbaar maatschappelijk risico" als Taghi toch zou ontsnappen.
Naast Weski en twee andere advocaten had Taghi ook een neef, Youssef, als "media-advocaat". In februari 2021 werd een onderzoek gestart naar de mogelijkheden van Taghi om te communiceren met de buitenwereld. Hiervoor werd uiteindelijk met toestemming van de rechter-commissaris de communicatie tussen Taghi en Youssef afgeluisterd. Hieruit bleek volgens het OM dat Youssef de schakel vormde in de communicatie tussen Taghi en de buitenwereld en dat Taghi met hulp van Youssef werkte aan ontsnappingspogingen. Ook had Taghi opdracht gegeven om zijn zwager "een lesje te leren". Op 8 december 2021 werd Youssef hiervoor aangehouden in de EBI in Vught. Hij werd begin 2023 veroordeeld voor 5,5 jaar cel. Op 21 april 2023 werd ook Weski gearresteerd voor het mogelijk doorgeven van boodschappen. Enkele dagen na haar aanhouding legde zij de verdediging van Taghi neer. De verdenking tegen Weski is gebaseerd op leesbaar gemaakt berichtenverkeer dat sinds de arrestatie van haar cliënt Taghi in 2019 in Dubai is verstuurd via SkyECC, een versleutelde berichtenapp die veel wordt gebruikt in het criminele circuit.

## Veroordeling
Op 27 februari 2024 is Taghi, samen met twee andere verdachten (Saïd R. en Mario R.), door de rechtbank Amsterdam veroordeeld tot een levenslange gevangenisstraf. De uitspraak vond plaats in de zwaar beveiligde rechtbank in Amsterdam-Osdorp, de Bunker.